# Liselotte Bihl
Liselotte Bihl geb. Häge (* 28. Februar 1909 in Stuttgart; † 1. April 2000 in Esslingen am Neckar) war eine deutsche Romanistin,  Bibliographin und Bibliothekarin.

## Leben
Liselotte Bihl studierte nach ihrer Reifeprüfung in Tübingen 1929 in den Jahren von 1929 bis 1933 an der Eberhard-Karls-Universität Tübingen verschiedene philologische Fächer, ihr Schwerpunkt lag vor allem in der Romanistik bzw. Italienistik. Ein Studiensemester verbrachte sie an der Universität Paris bzw. Dijon. 1933 promovierte sie in Tübingen bei dem Romanisten Gerhard Rohlfs. Im Jahre 1947 legte sie das Staatsexamen für das höhere Lehramt ab, wechselte jedoch als Volontärin bzw. Bibliotheksreferendarin an der Universitätsbibliothek Tübingen in den höheren Bibliotheksdienst. 1949 legte sie die hierfür notwendige Fachprüfung ab und war dann bis 1971 als wissenschaftliche Bibliothekarin an der UB Tübingen tätig.
Während ihres Ruhestandes bearbeitete und vollendete sie die von Karl Epting begonnene umfangreiche "Bibliographie französischer Übersetzungen aus dem Deutschen (1487–1944)".
Liselotte Bihl war mit dem 1944 in Russland als Soldat vermissten Juristen und Bibliothekar Hans Bihl verheiratet.

## Veröffentlichungen
- Lo cunto di li cunti di Giambattista Basile. Eine Stilstudie. Dissertation Universität Tübingen 1933.
- Verzeichnis der Schriften von Gerhard Rohlfs (1920–1957). In: Heinrich Lausberg (Hrsg.): Romanica. Festschrift für Gerhard Rohlfs. Niemeyer, Halle/Saale 1958, S. 522–536.
- (Mitarbeit): Ludwig Uhland. Handschriften, Dokumente, Bücher. Eine Ausstellung zum 100. Todestage am 13. November 1962 (= Tübinger Kataloge, H. 7). Tübingen 1962.
- Bibliographie 1945–1962. In: Fritz Schenk (Hrsg.): Deutschland – Frankreich. Ludwigsburger Beiträge zum Problem der deutsch-französischen Beziehungen. Bd. 4. Deutsche Verlagsanstalt, Stuttgart 1966.
- Verzeichnis der Schriften von Gerhard Rohlfs. In: Rudolf Baehr/Kurt Wais (Hrsg.): Serta Romanica. Festschrift für Gerhard Rohlfs zum 75. Geburtstag. Niemeyer, Tübingen 1968, S. 291–310.
- (Hrsg.): August-Lämmle-Lesebuch. Ein schwäbisches Hausbuch. Stieglitz-Verlag Händle, Mühlacker 1973, ISBN 3-7987-0149-0 (4. Aufl. 1993)
- Bibliografia di Gerhard Rohlfs (1920–1985). In: Brindisii res, Bd. 12 (1980), S. 111–140.
- August-Lämmle-Schwabenbuch. Stieglitz-Verlag, Mühlacker 1987, ISBN 3-7987-0251-9.
- Bibliographie französischer Übersetzungen aus dem Deutschen (1487–1944). Zwei Bände. Niemeyer, Tübingen 1987, ISBN 3-484-10572-0.
- Salvatore Gemelli: Gerhard Rohlfs. Una vita per l’Italia dei dialetti. Gangemi, Rom 1990, ISBN 88-7448-321-X (mit Schriftenverzeichnis von Liselotte Bihl, S. 237–290, insgesamt 727 Titel).